# クリス・テリオ
クリス・テリオ（Chris Terrio, 1976年12月31日 - ）は、アメリカ合衆国の映画監督、脚本家である。ニューヨーク州ニューヨーク市出身。

## キャリア
ジェームズ・アイヴォリーの助手として『金色の嘘』（2000年）に付いた後、同監督の会社マーチャント・アイヴォリー・プロダクションの事務所で働きながら、同社の製作で短編映画『Book of Kings』（2002年）を監督し、映画祭などで評価を得る。その後もアイヴォリーの『ル・ディヴォース/パリに恋して』（2003年）のエレクトリック・プレス・キットなども担当。2005年には同社の製作で『ル・ディヴォース』にも出演したグレン・クローズ、トーマス・レノンや、『シャンヌのパリ、そしてアメリカ』に出演したジェシー・ブラッドフォードといったアイヴォリー作品の俳優たちを集め、エイミー・フォックスの舞台劇を映画化した『Heights』で長篇監督デビューし、2005年サンダンス映画祭での初上映後、各国の映画祭で上映され注目を集めた。
2012年には、実話を元に長年の調査によって書き上げた脚本『アルゴ』が、ベン・アフレック監督・製作・主演、ジョージ・クルーニー製作によって映画化され、第85回アカデミー賞脚色賞を受賞した。
その後、アフレックの依頼で、DCエクステンデッド・ユニバースの「バットマン vs スーパーマン ジャスティスの誕生」の脚本の修正を手がける。しかし、続く「ジャスティス・リーグ」の脚本は、ザック・スナイダー監督の後任のジョス・ウィードン監督によって、大きく書き直されてしまい、企画中の「ザ・バットマン」の脚本は、ベン・アフレック監督の後任のマット・リーヴス監督によって、没となった。

## フィルモグラフィ

### 映画
- Book of Kings（2002） 短編、監督・脚本
- Heights（2005） 監督・追加脚本
- アルゴ　Argo（2012） 脚本
- バットマン vs スーパーマン ジャスティスの誕生　Batman v Superman: Dawn of Justice（2016） 脚本
- ジャスティス・リーグ　Justice League（2017） 原案・共同脚本・製作総指揮
- スター・ウォーズ/スカイウォーカーの夜明け　Star Wars: The Rise Of Skywalker（2019） 脚本・アフタブ・アクバー大佐の声
- ジャスティス・リーグ:ザック・スナイダーカット Zack Snyder's Justice League（2021年） 原案・脚本・製作総指揮

### テレビシリーズ
- ダメージ Damages (2010) 第3シーズン第8話監督